# 전한 소제 (8대)
한 효소황제 유불릉(漢 孝昭皇帝 劉弗陵, 기원전 94년 ~ 기원전 74년)은 전한의 제8대 황제(재위 : 기원전 87년 ~ 기원전 74년)이다. 무제와 구익부인 소생이다.

## 즉위 과정
후원 2년(기원전 87년) 2월 2일, 아버지 무제가 병이 들자 태자로 책봉되었고, 다음날 무제가 죽자 8세의 어린 나이에 즉위하였다. 즉위전 여태자가 역모로 죽임당하고 장성한 아들 창읍애왕마저 병으로 죽자 장성한 다른 아들 연날왕 유단, 광릉여왕 유서가 있음에도 구익부인 조씨 소생의 어린 아들 불릉을 태자로 내정하였다. 한무제는 어린 아들에게 젊은 모(태후)가 있으면 외척의 발호와 폐단이 있을 것이라 하여 구익부인 조씨를 자결하게 하고 그의 인척들을 축출하였다. 그 뒤 곽광·김일제·상홍양·상관걸·전천추를 아들의 후견인으로 지정하였다. 그리고 누나 악읍공주가 장공주에 봉해져 금중(禁中)에서 양육을 맡았다. 7월에는 죽은 어머니 구익부인을 황태후로 추존하고 그 매장지에 운릉(雲陵)을 조성했다.

## 치세
후원 2년(기원전 87년) 7월, 근친상간과 무고(巫蠱) 혐의로 제북왕 유관을 소환해 강제로 자살하게 하고, 제북국을 폐지해 태산군에 편입했다. 이해 역종근·상구성·유서광 등도 무고에 연루돼 주살됐다.
시원 원년(기원전 86년), 서형 연왕 유단·광릉왕 유서·누나 악읍장공주에게 1만 3천호씩 증봉했다. 그러나 연왕은 자신이 황제가 되어야 한다고 생각했기 때문에 여전히 불만을 품었고, 종실 중 제효왕의 손자 유택(劉澤)과 중산애왕의 아들 유장(劉長) 등과 모의해 반역을 일으키려 했다. 그러나 8월 유택이 청주자사 준불의를 죽이려고 모의했다가 병경후(缾敬侯) 유성(劉成)을 통해 이를 알아챈 준불의에게 제압되었다. 이에 유택과 그에 관계된 사람들을 모두 주살하고 준불의를 경조윤으로 승진시켰으나, 연왕은 불문에 부쳤다.
이해 9월에는 섭정단 중 김일제가 죽었다.
시원 4년(기원전 83년), 상관걸의 손녀를 황후로 세웠다.
원봉 원년(기원전 80년) 9월, 악읍장공주와 연왕 단과 상관걸 부자와 상홍양이 모반을 일으켜 모두 주살되었다.

### 행정 구역 변천
시원 5년(기원전 82년), 담이(儋耳)·진번 두 군을 폐지했다.
시원 6년(기원전 81년), 강족을 방비하기 위해 천수·농서·장액군에서 두 현씩 내어 금성군을 신설했다.
원봉 5년(기원전 76년), 상군(象郡)을 폐지하고 그 영역은 장가·울림 두 군에 편입했다.

## 가족관계
- 부 : 무제
- 모 : 효소태후(구익부인)
  - 황후 : 효소황후 상관씨(孝昭皇后 上官氏)

## 연호
| 소제        | 원년            | 2년         | 3년             | 4년         | 5년         | 6년         | 7년                 | 8년         | 9년         | 10년        |
| ----------- | --------------- | ----------- | --------------- | ----------- | ----------- | ----------- | ------------------- | ----------- | ----------- | ----------- |
| 서력 (西曆) | 기원전 86년     | 기원전 85년 | 기원전 84년     | 기원전 83년 | 기원전 82년 | 기원전 81년 | 기원전 80년         | 기원전 79년 | 기원전 78년 | 기원전 77년 |
| 간지 (干支) | 을미(乙未)      | 병신(丙申)  | 정유(丁酉)      | 무술(戊戌)  | 기해(己亥)  | 경자(庚子)  | 신축(辛丑)          | 임인(壬寅)  | 계묘(癸卯)  | 갑진(甲辰)  |
| 연호 (年號) | 시원(始元) 원년 | 2년         | 3년             | 4년         | 5년         | 6년         | 7년 원봉(元鳳) 원년 | 2년         | 3년         | 4년         |
| 소제        | 11년            | 12년        | 13년            |             |             |             |                     |             |             |             |
| 서력 (西曆) | 기원전 76년     | 기원전 75년 | 기원전 74년     |             |             |             |                     |             |             |             |
| 간지 (干支) | 을사(乙巳)      | 병오(丙午)  | 정미(丁未)      |             |             |             |                     |             |             |             |
| 연호 (年號) | 5년             | 6년         | 원평(元平) 원년 |             |             |             |                     |             |             |             |